# Валсхап, Герард
Якоб Лодевейк Герард, барон Валсхап (нидерл. Jacob Lodewijk Gerard baron Walschap; 9 июля 1898 года, Лондерзел ― 25 октября 1989 года, Антверпен) ― бельгийский фламандский писатель.

## Биография
Учился в семинарии Клейна в Хугстратене, а затем ― в Ассе. Его наставником был священник и поэт Ян Хамменеккер, который много ему рассказывал он фламандском народе. В Лёвене он поступил в школу священников Миссионеров Святого Сердца, но так и не прошёл рукоположение в священники.
В 1923 году он начал работать в еженедельном журнале Het Vlaamsche land (Фламандская страна). В 1925 году он женился на Марии-Антуанетте Теунисен (1901―1979) в Маасейке, а через год у них родился сын Хуго.
В 1927 году у него родился второй сын Гвидо, в 1930 году ― третий сын Ливен, а в 1932 году ― дочь Каролина (Карла Валсхап). В 1935 году ему чудом удается избежать смерти, поскольку он становится жертвой отравления угарным газом в ванной, но его спасает жена. Его четвертый сын Бруно родился в 1938 году.

## Литературное творчество

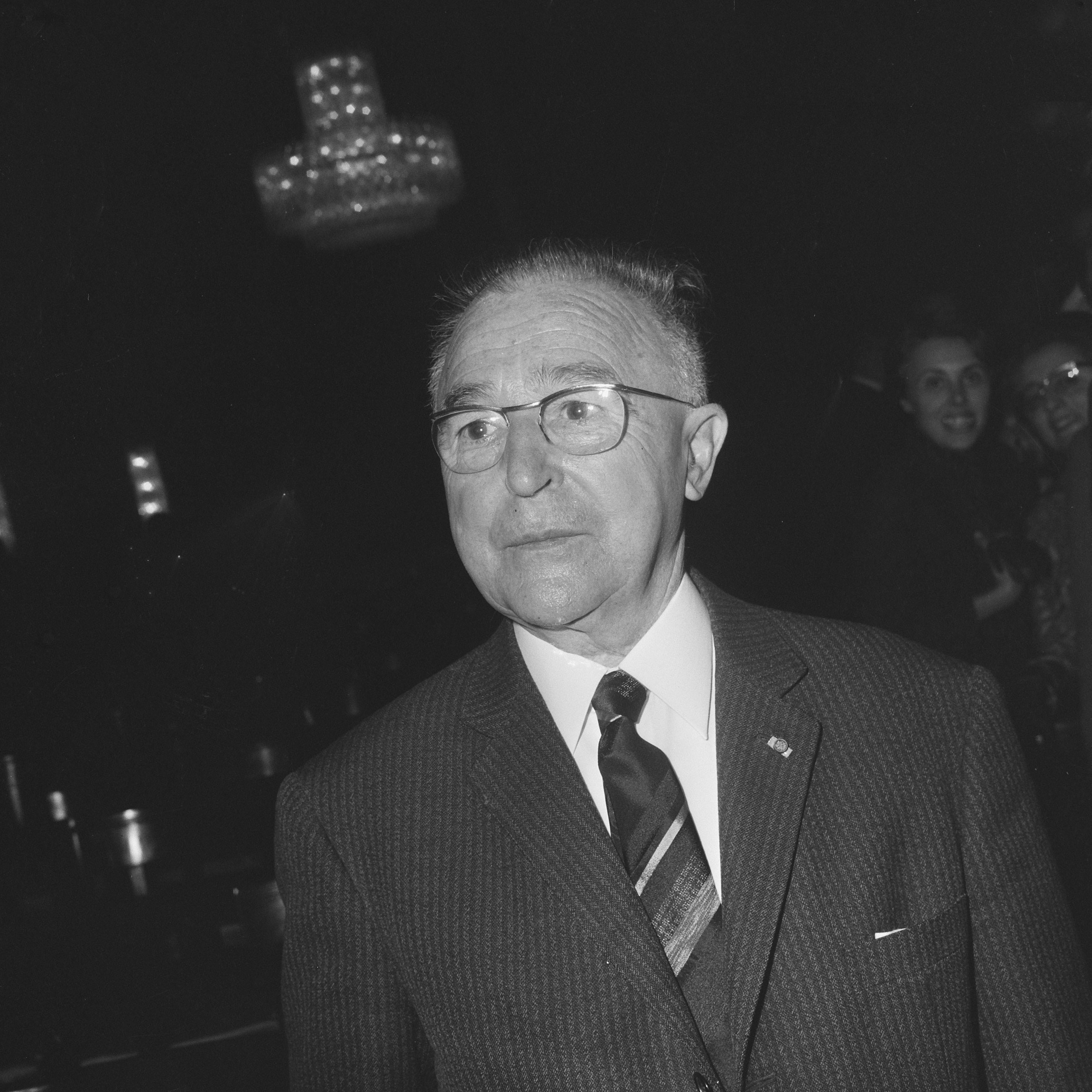
В 1968 году

Как писатель он начал свою карьеру с романтической поэзии и театральных постановок, вдохновленных католицизмом. В 1928 году он публикует свой первый роман Waldo. Стал широко известен благодаря своему роману Adelaide, который был опубликован в 1929 году и стал первым из серии романов. Хотя изначально книга была хорошо принята, она вызвала злобу духовенства, и его книги были помещены в Index Librorum Prohibitorum. Эта неблагоприятная реакция, которая не была предусмотрена Уолшапом, причинила ему боль, и после долгой внутренней борьбы и сомнений он отказался от своей веры и стал светским гуманистом. Эта внутренняя борьба с верой останется очень важной темой в его литературном творчестве. Аделаида стала частью серии романов De familie Roothooft. В своих произведениях он также поднимает проблемы колониализма, затрагивает тему нацистской оккупации Бельгии.
Он получил несколько литературных премий, среди которых ― Нидерландская литературная премия (1968). В 1975 году он был посвящен в рыцари и стал бароном.